# Paranthrene simulans
The Red Oak Clearwing Borer, Paranthrene simulans (tên tiếng Anh: Hornet Clearwing hoặc Oak Clearwing Borer) là một loài bướm đêm thuộc họ Sesiidae. Nó được tìm thấy ở miền đông Bắc Mỹ, from Novia Scotia to Florida, phía tây đến Minnesota, Missouri và Mississippi.

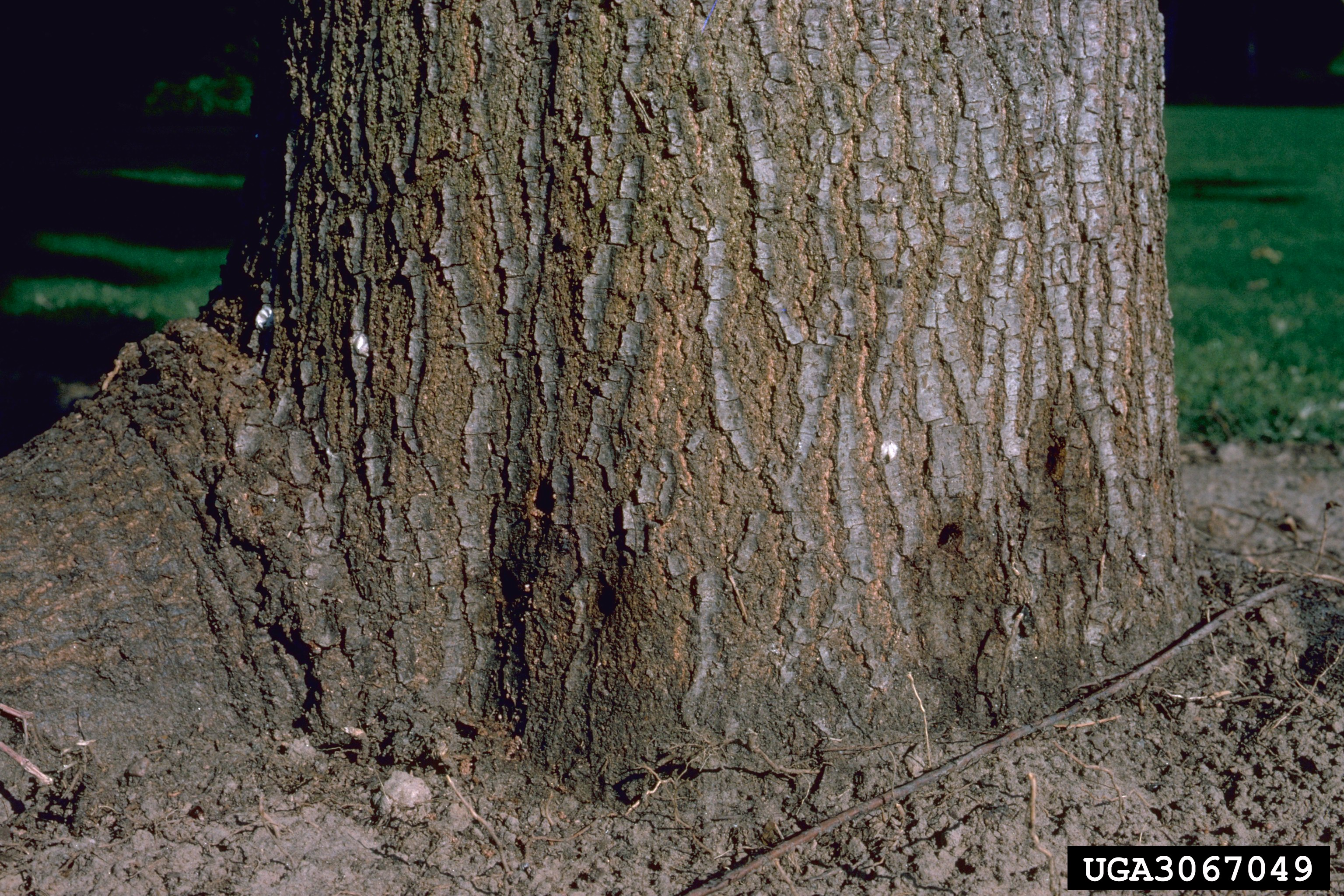
Hư hại

Sải cánh dài 27–40 mm. Adults emerge during tháng 6 và tháng 7. 
Ấu trùng ăn hạt lạc và sồi (bao gồm cả sồi đỏ và trắng). Chúng có vòng đời hai năm. Chúng tấn công vào phần dưới của cây nơi chúng cư ngụ.

## Hình ảnh

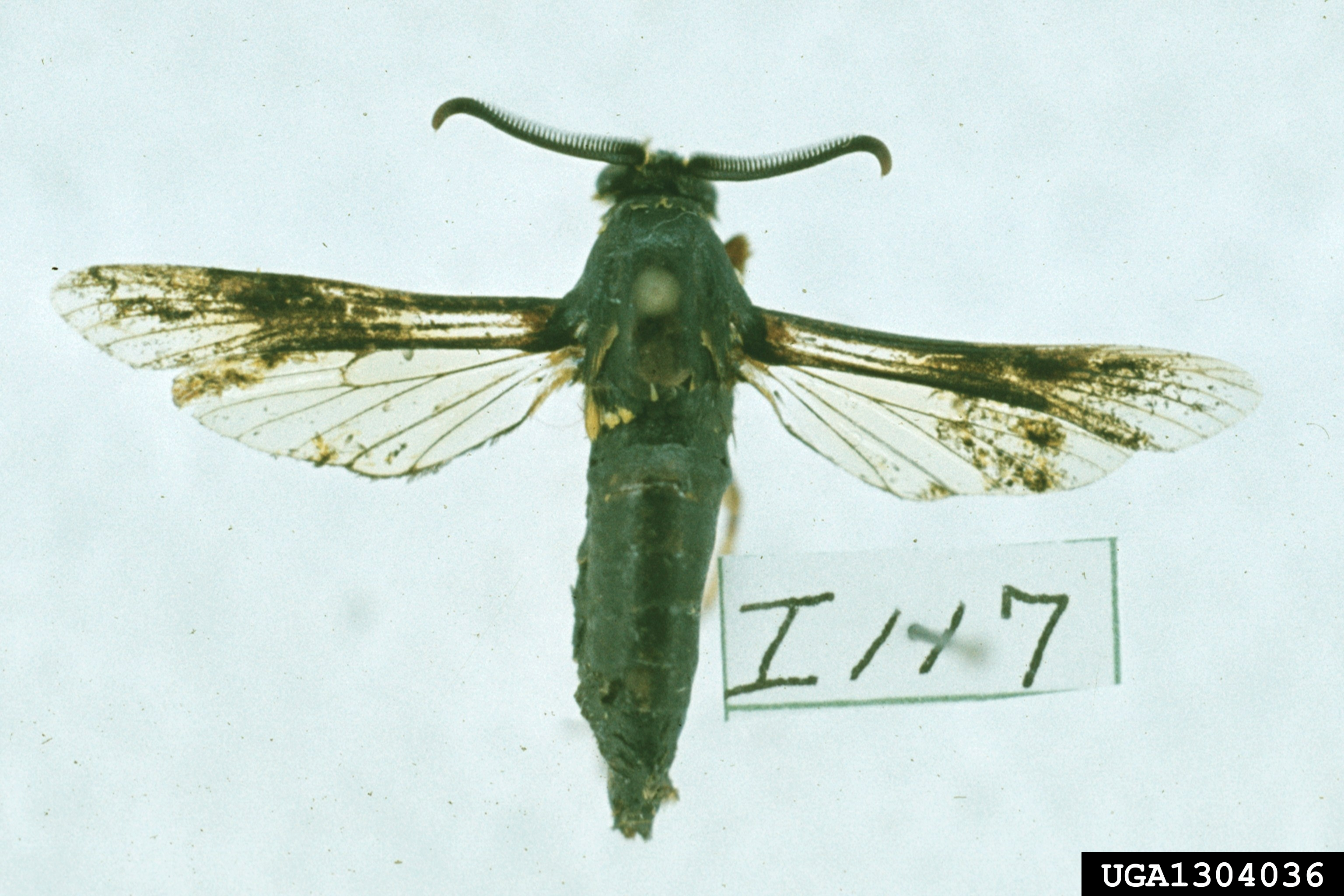
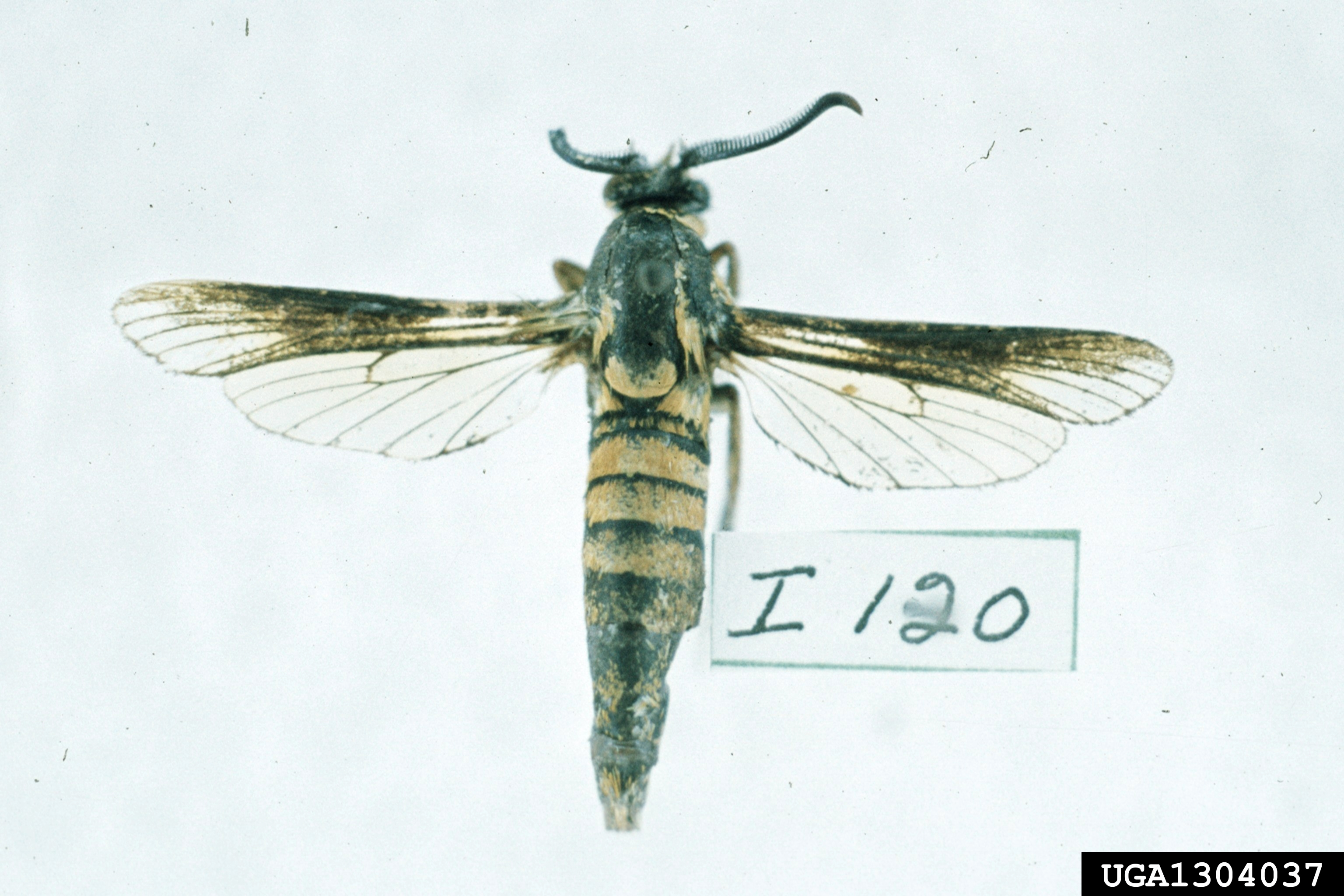